# Список советских калькуляторов

Список советских калькуляторов — перечень вычислительных устройств для выполнения операций над числами или алгебраическими формулами, изготовлявшихся аппаратно в СССР и/или использующие советское программное обеспечение.

## Преамбула
Первый массово производимым устройством для автоматизации вычислений в России был арифмометр Однера. Изобретённый в 1874 году, арифмометр серийно производился с 1890 года до конца 1970-х (модель «Феликс-М»).
В 1950-х годах налажено серийное производство электромеханических калькуляторов с электрическим приводом — модели «Быстрица», «ВММ», «ВМП» и др.
В 1964 году разработан и начал серийно производиться первый в СССР полностью электронный настольный калькулятор «Вега».
Первый советский калькулятор, выполненный с использованием микросхем — Искра 111Т. 
Программируемые калькуляторы начали производиться в 1972 году с настольной «Искра 123». 
В 1974 году был выпущен первый карманный калькулятор — «Электроника Б3-04». 
Первым массовым советским инженерным калькулятором стала Электроника Б3-18.

### Серия «Элка» (Болгария)

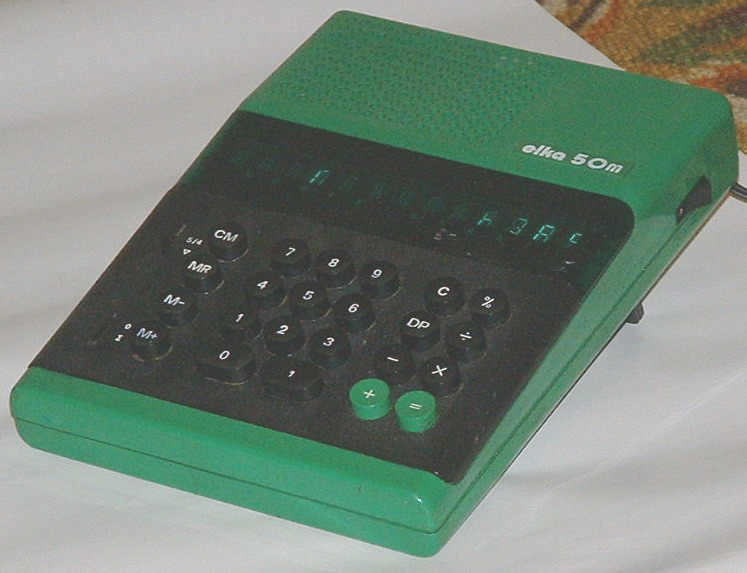
Микрокалькулятор «Елка»

## Механические вычислительные машины
- Арифмометры системы Однера
- Феликс
- BK-1

## Электромеханические вычислительные машины

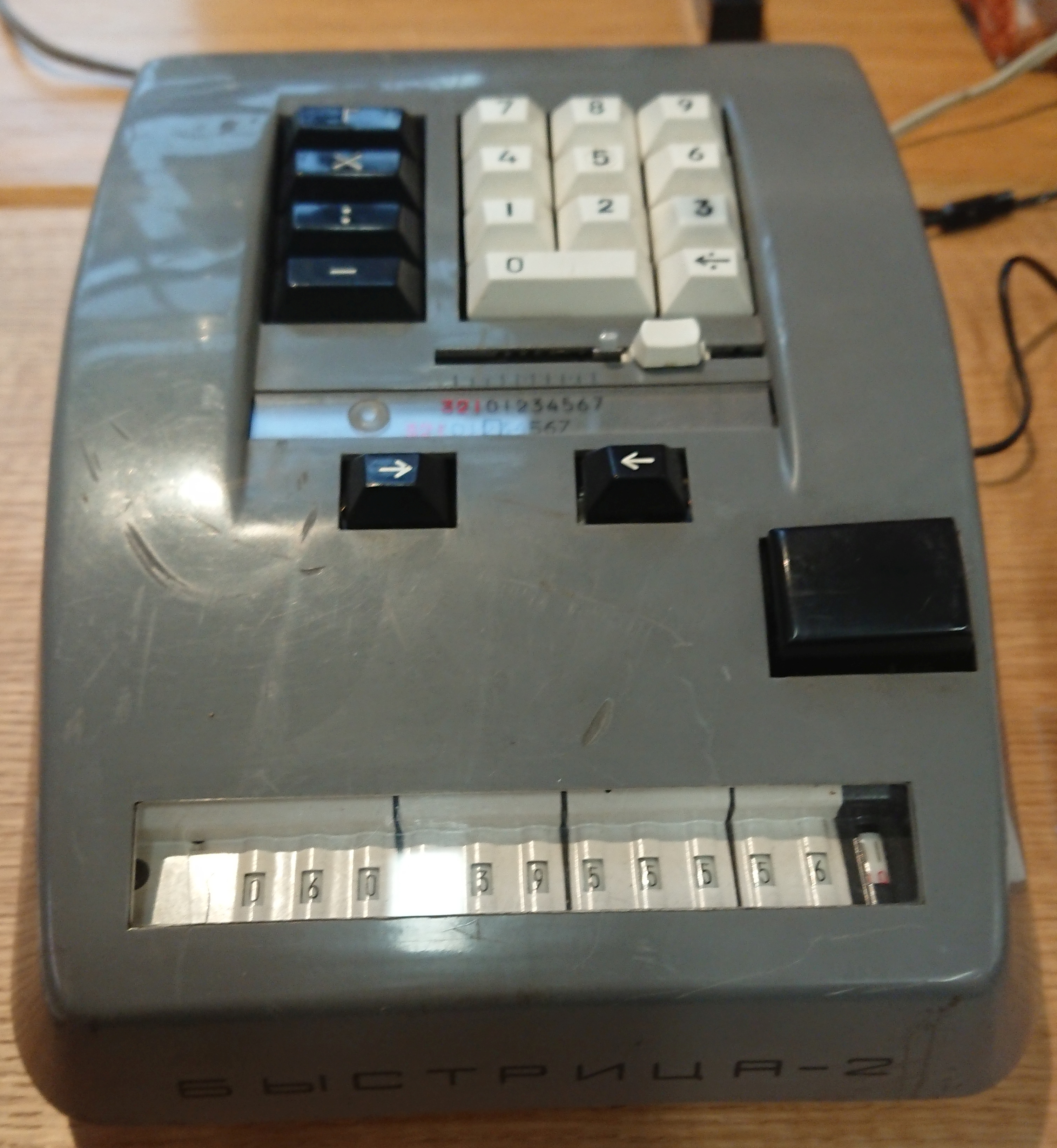
Электромеханический калькулятор «Быстрица-2», 1975 год

- BK-2
- BK-3
- ВМП-2
- ВММ-2
- СДВ-107
- Быстрица
- Быстрица-2
- Быстрица-3[1]

## Релейныекалькуляторы
- Вильнюс
- Вятка

## Электронныекалькуляторы
- Вега
- Рось
- Rasa
- Орбита
- ЭДВМ
- Контакт-Н, Клейстер-Н, Спика

### Серия «Элка»[2](Болгария)
- «Элка 50М»
- «Элка 55»
- «Элка 22»
- Элка 43
- Соэмтрон 220 (GDR)

### Серия «Искра»

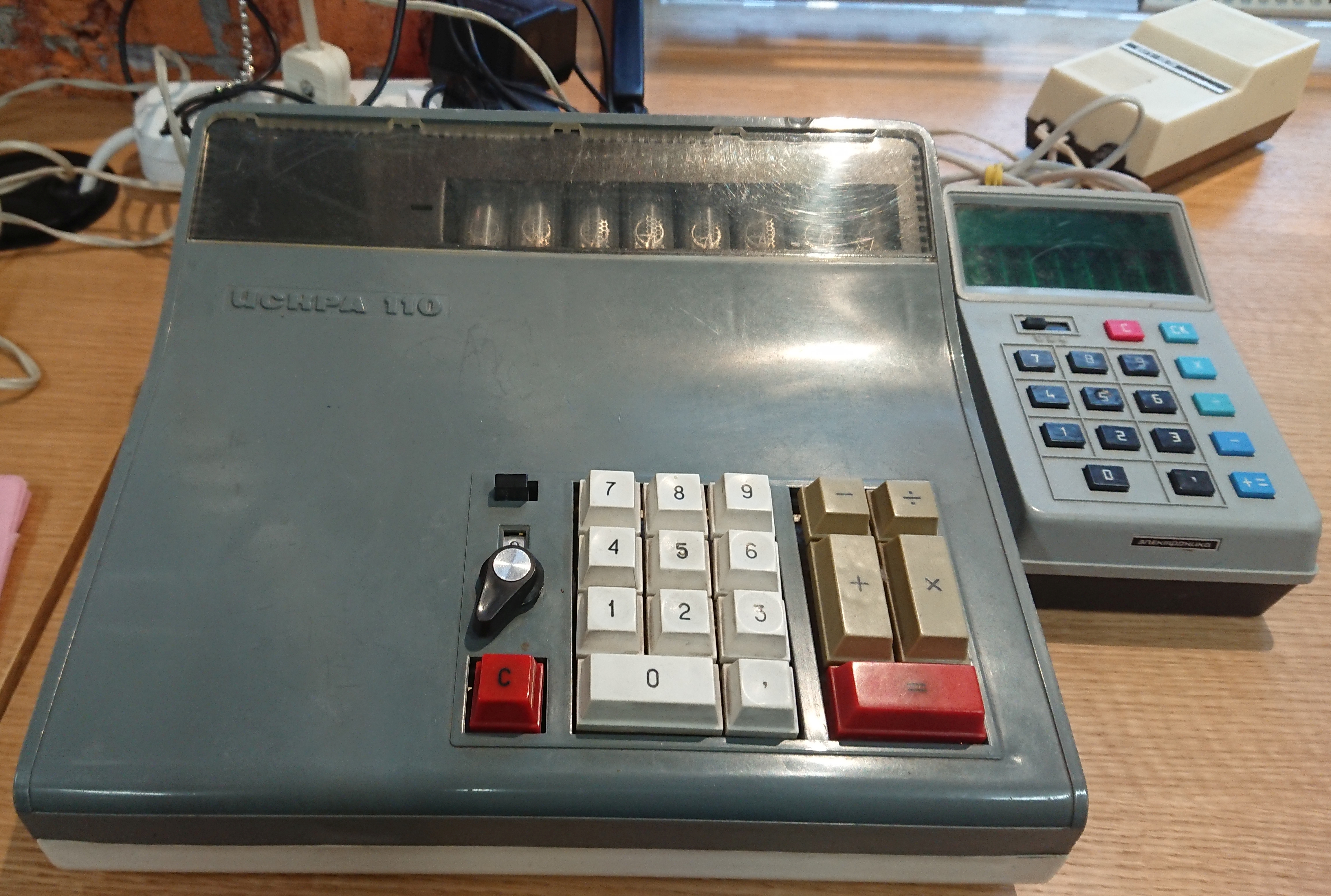
Калькулятор «Искра-110». 1971 год. Первый советский калькулятор, использующий интегральные схемы

- «Искра 11»
- «Искра 12»
- «Искра 12M»
- «Искра 13»
- «Искра 22»
- «Искра 108/108Д»
- «Искра 110»
- «Искра 111/111И/111M/111T»
- «Искра 112/112Л»
- «Искра 114»
- «Искра 121»
- «Искра 122/122-1»
- «Искра 123»
- «Искра 124»
- «Искра 125»
- «Искра 210»
- «Искра 1103»
- «Искра 1121»
- «Искра 1122»
- «Искра 2210»
- «Искра 2240/2240М»

### Серия «Электроника»
См. также Электроника (торговая марка).

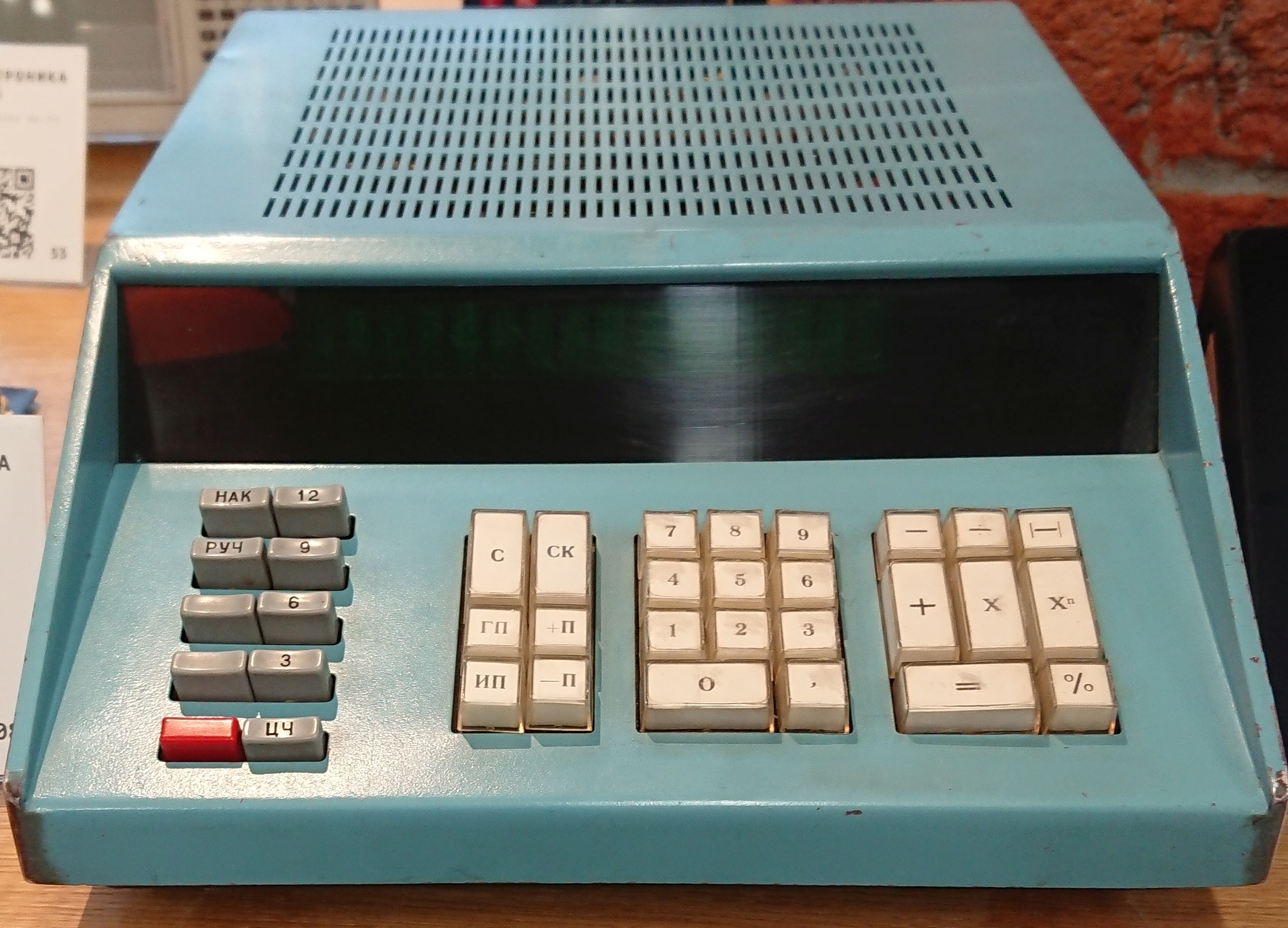
Калькулятор «Электроника С-2»

- «Электроника-70», «Электроника Т3-16» — стационарные программируемые калькуляторы первой половины 70-х годов.
- «Электроника 24-71»
- «Электроника 68 (ДД)»
- «Электроника C2»
- «Электроника 4-71/4-71Б/4-71В»
- «Электроника 4-73В»
- «Электроника Эпос-73A»
- «Электроника ЭКВМ Д3»
- «Электроника ЭКВМ-П»

#### Серия Б3
Б — «бытовая техника».
3 (цифра «три», а не буква «З») — калькуляторы (2 — настольные часы, 5 — блоки питания, фотовспышки, 6 — наручные часы, 7 — настенные часы, и т. п.).

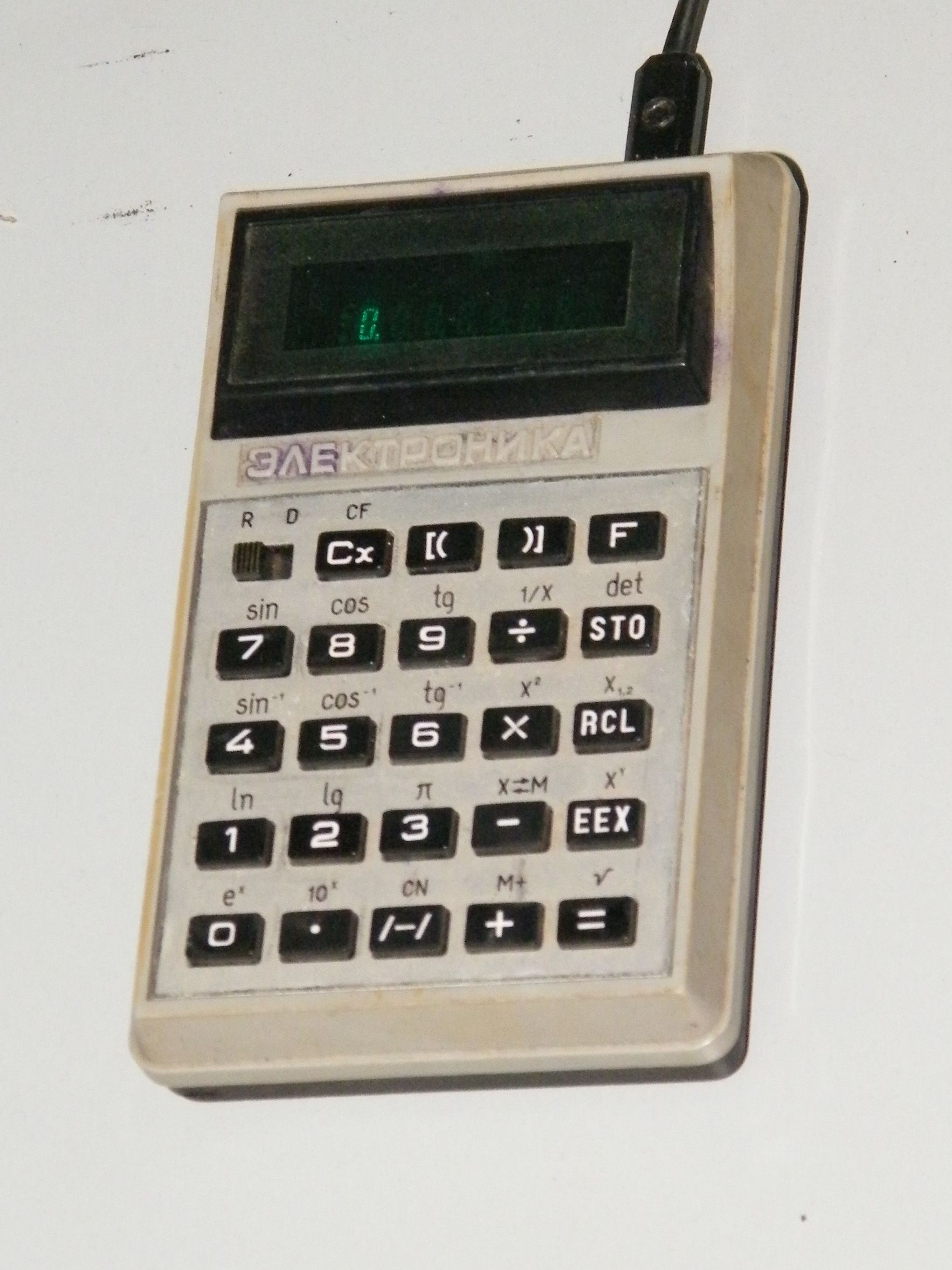
Микрокалькулятор «Электроника» Б3-32

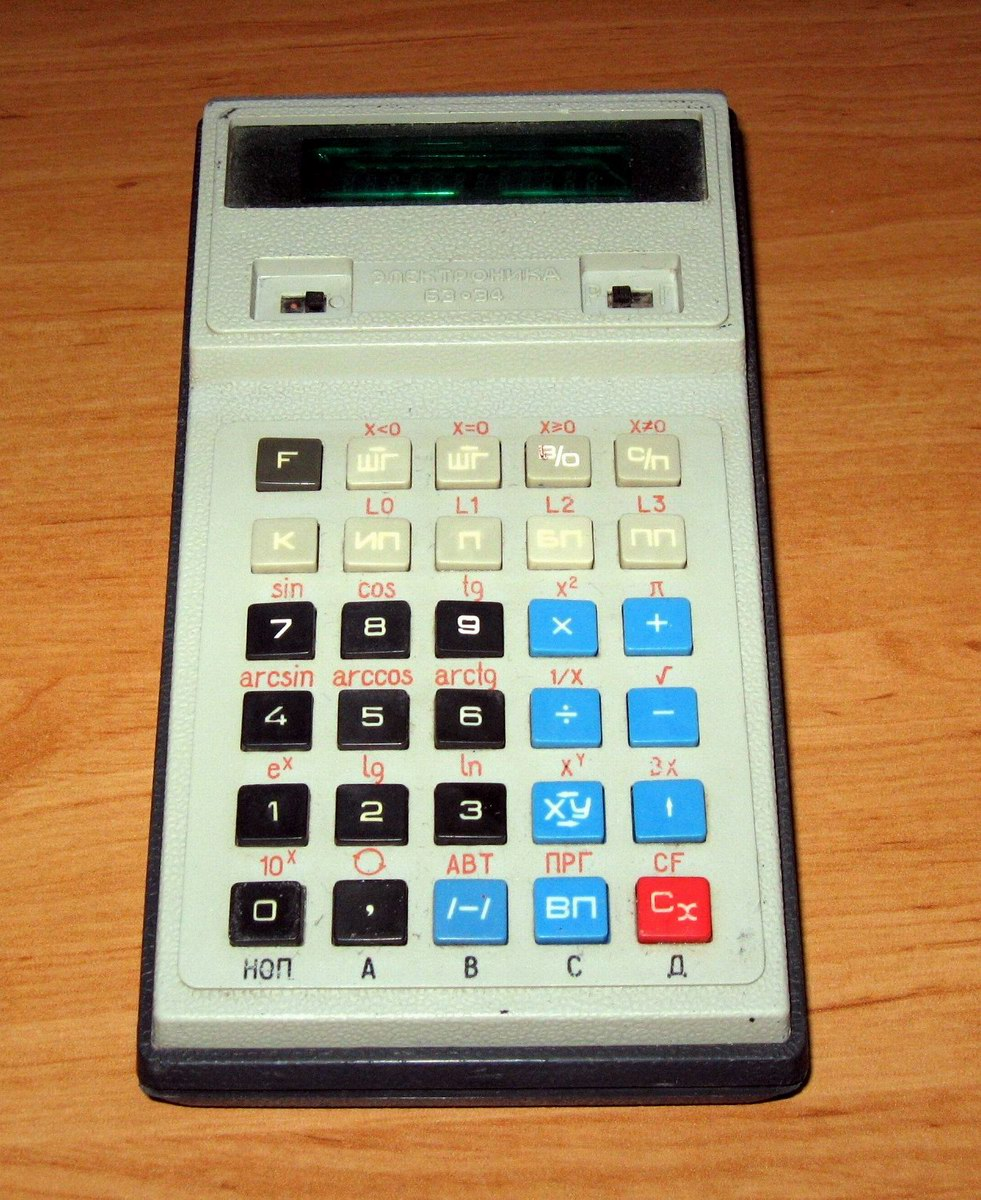
Микрокалькулятор «Электроника» Б3-34

- «Электроника Б3-01» — стационарный
- «Электроника Б3-02» — стационарный
- «Электроника Б3-04» — карманный
- «Электроника Б3-05/Б3-05M» — стационарный
- «Электроника Б3-08»
- «Электроника Б3-09/Б3-09M» — карманный
- «Электроника Б3-10» — карманный
- «Электроника Б3-11» — стационарный
- «Электроника Б3-14/Б3-14K/Б3-14М» — карманный
- «Электроника Б3-18/Б3-18A/Б3-18M» — карманный
- «Электроника Б3-19/Б3-19M» — карманный
- «Электроника Б3-21» — карманный, программируемый (1977)
- «Электроника Б3-23/Б3-23A» — карманный
- «Электроника Б3-24/Б3-24Г» — карманный
- «Электроника Б3-25/Б3-25А» — карманный
- «Электроника Б3-26/Б3-26A» — карманный
- «Электроника Б3-30» — карманный
- «Электроника Б3-32» — карманный
- «Электроника Б3-34» — карманный, программируемый (1980)
- «Электроника Б3-35» — карманный
- «Электроника Б3-36» — карманный
- «Электроника Б3-37» — карманный
- «Электроника Б3-38» — карманный
- «Электроника Б3-39» — карманный
- «Электроника Б3-54»

#### Серия C3
C — Ленинградское объединение «Светлана»:
- «Электроника C3-07» — настольный
- «Электроника C3-15»
- «Электроника C3-22» — настольный
- «Электроника C3-27/C3-27A»
- «Электроника C3-33»

#### Серия МК
МК — микрокалькулятор.
- «Электроника МК-15»
- «Электроника МК-18М»
- «Электроника МК-22»
- «Электроника МК-23/МК-23A»
- «Электроника МК-33» (1983)
- «Электроника МК-35»
- «Электроника МК-36»
- «Электроника МК-37/МК-37A/МК-37B»
- «Электроника МК-38»
- «Электроника МК-40»
- «Электроника МК-41»
- «Электроника МК-42»
- «Электроника МК-44»
- «Электроника МК-45»

Микрокалькулятор «Электроника» МК-51

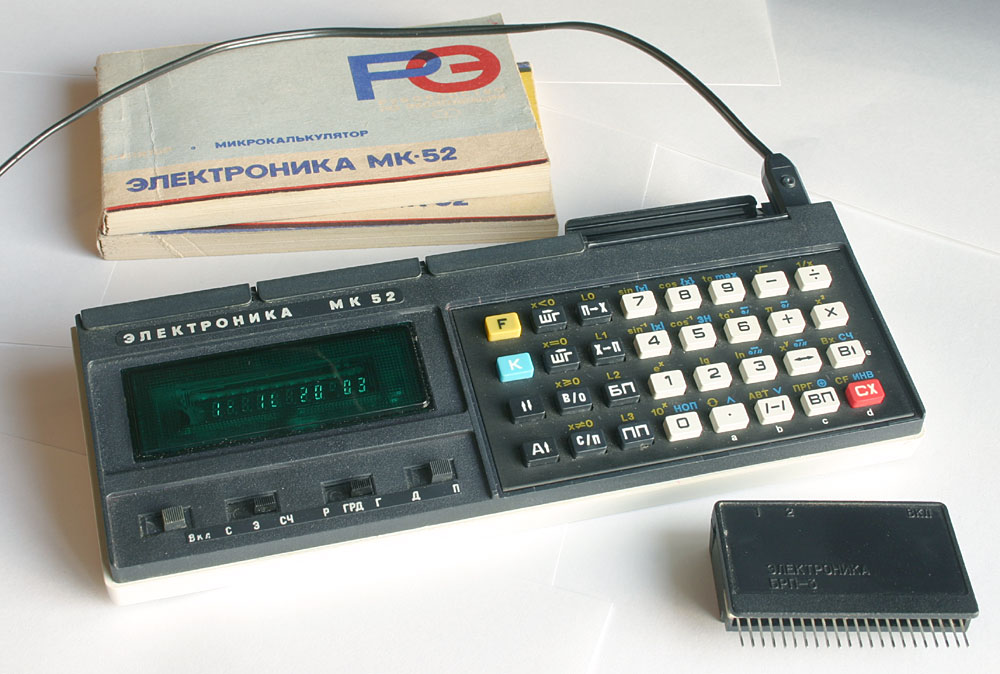
Микрокалькулятор «Электроника» МК-52

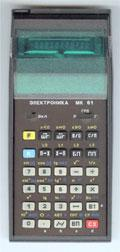
Микрокалькулятор «Электроника» МК-61

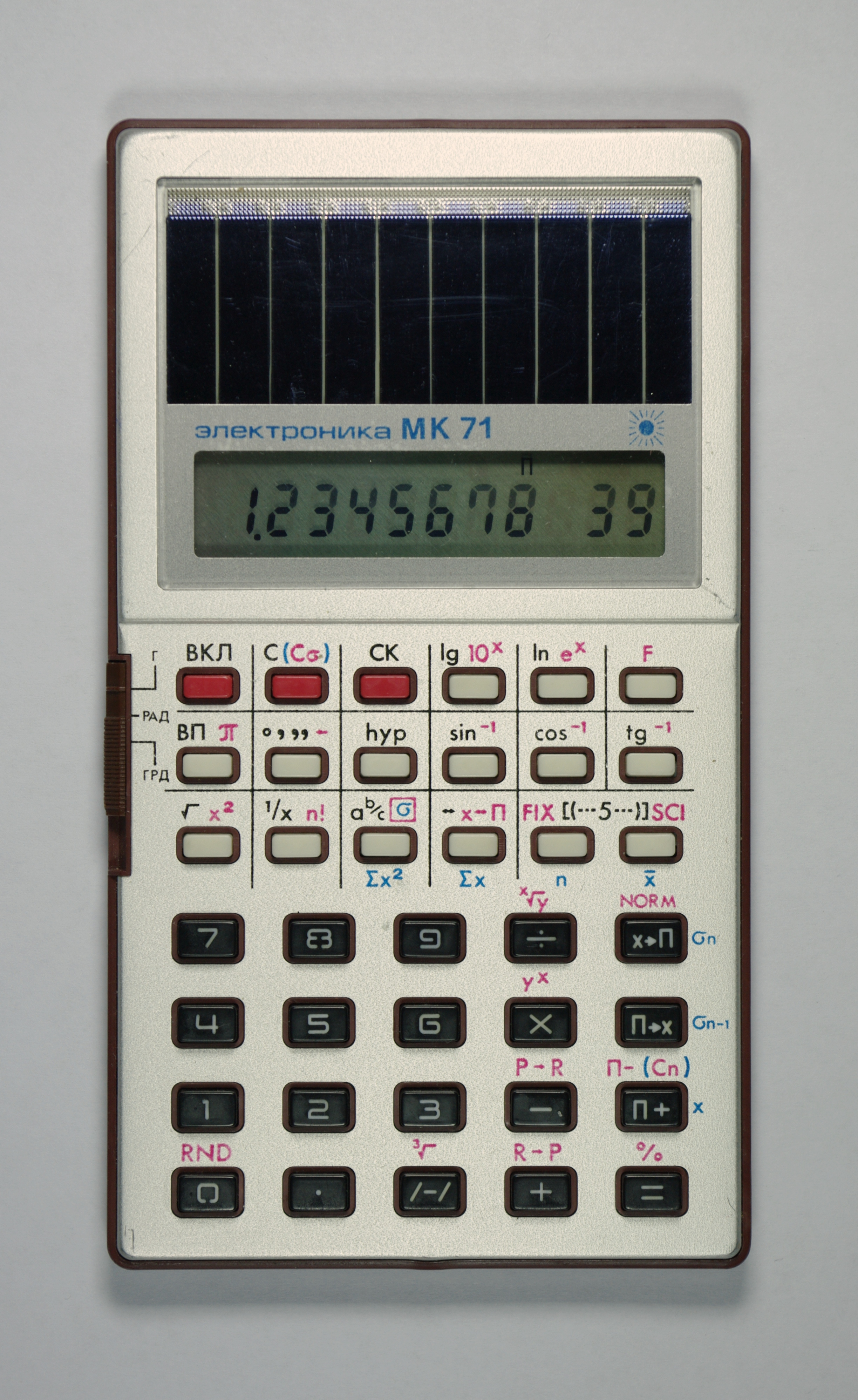
Микрокалькулятор «Электроника» МК-71

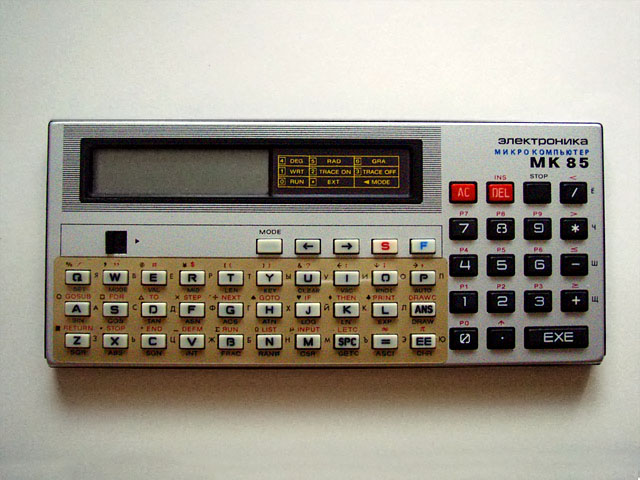
Микрокалькулятор «Электроника» МК-85

- «Электроника МК-46» — настольный аналог «Б3-21»
- «Электроника МК-47»
- «Электроника МК-51» — инженерный, на батарейках
- «Электроника МК-52» — аналог МК-61, с энергонезависимым ПЗУ для хранения программ и данных и возможностью подключения БРП (блока расширения памяти) — внешнего твердотельного ЗУ с библиотекой программ (1985)
- «Электроника МК-53»
- «Электроника МК-54» — функциональный аналог «Б3-34» на бескорпусных микросхемах и с другим дизайном

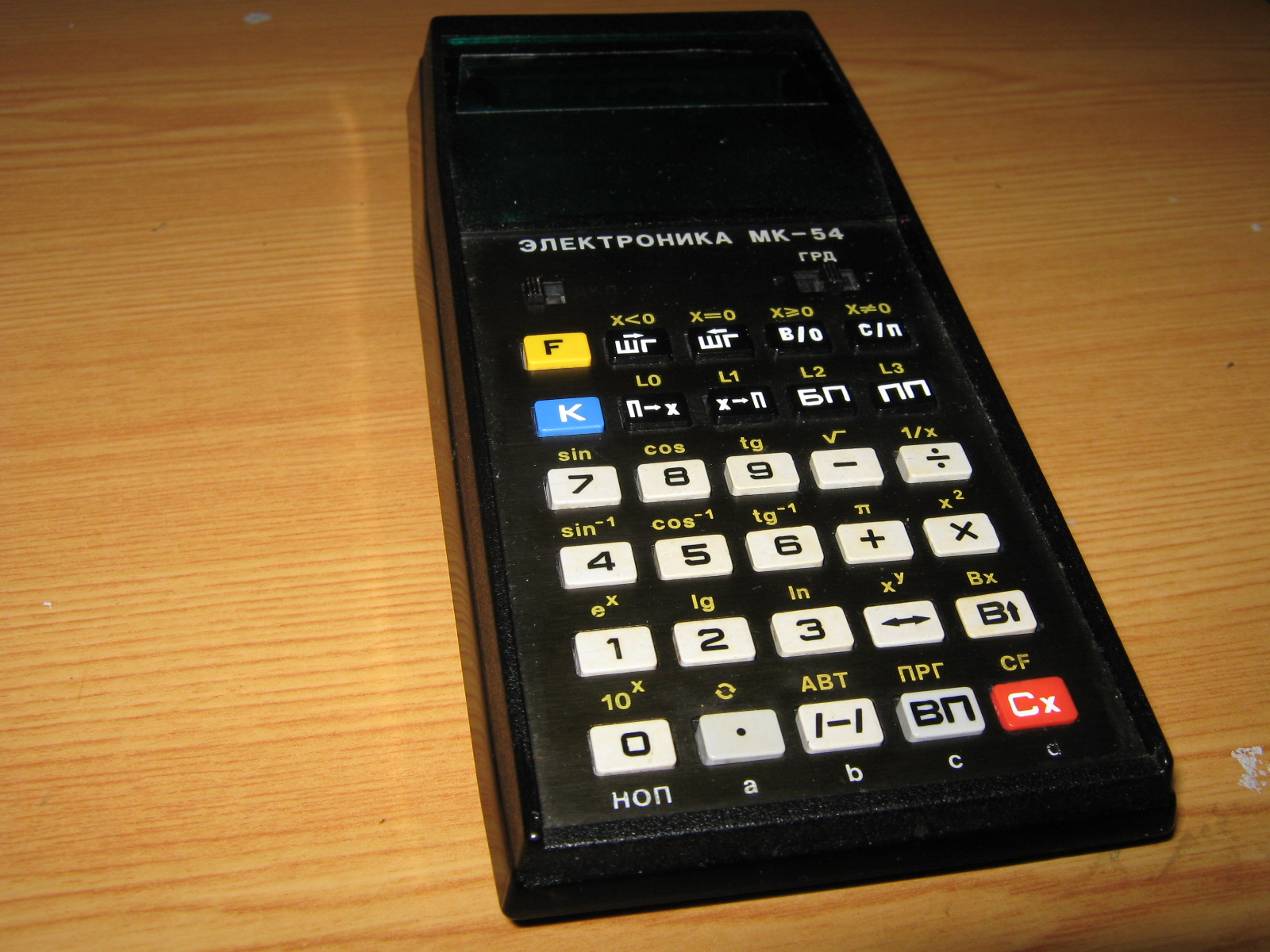
Микрокалькулятор «Электроника» МК-54

- «Электроника МК-56» — настольный аналог «МК-54»
- «Электроника МК-57/МК-57A/МК-57Б/МК-57В»
- «Электроника МК-59»
- «Электроника МК-60/МК-60M»
- «Электроника МК-61» — дальнейшее развитие МК-54, в том же корпусе, программно совместим с «предком» (1985)
- «Электроника МК-62» (1987)
- «Электроника МК-64» — настольный аналог «Б3-21» с модулем АЦП и возможностью управлять несложными производственными процессами
- «Электроника МК-66» (1992)
- «Электроника МК-68/МК-68A»
- «Электроника МК-69» (1993)
- «Электроника МК-71» — инженерный, на солнечных элементах (1984)
- «Электроника МК-77»
- «Электроника МК-85/МК-85M/МК-85С» (1986)
- «Электроника МК-87» — электронный микрокалькулятор и записная книжка
- «Электроника МК-90» — портативный микрокомпьютер на 16-битном микропроцессоре (совместимом с DEC PDP-11), с интерпретатором Бейсика и графическом ЖКИ 120×64 (1988)
- «Электроника МК-91» (1992)
- «Электроника МК-92» — 4-х цветный плоттер, предназначенный для совместной работы с «МК-90» (1992)
- «Электроника МК-93» (1991)
- «Электроника МК-94/МК-94A» (1991)
- «Электроника МК-95» — является следующей модификацией «Электроника МК-85»
- «Электроника МК-98» — портативный микрокомпьютер на 8086-совместимом процессоре (1998)
- «Электроника МК-103»
- «Электроника МК-104» (1993)
- «Электроника МК-106»
- «Электроника МК-107»
- «Электроника MC 1103» — аналог МК-64
- «Электроника MC 1104»
- «Электроника МКШ-2/МКШ-2M» — школьный, аналог Б3-32, с питанием от сети 42 В
- «Электроника МКУ-1»
- «Электроника ППВ» — настольная версия «МК-35» (подставка для перекидного календаря)

### Детские калькуляторы
- «Малыш»
- «Детская касса»